# 雲丹 (キャラクター)
雲丹（うんたん）は、青森県下北郡佐井村のマスコットキャラクター。地元の特産物、雲丹（ウニ）がモチーフとなっている。

## 概要
2012年（平成24年）、佐井村内の児童・生徒に公募し、寄せられた129作品の中から選ばれた上位4作品のキャラクターデザインをベースに2013年に誕生した。顔は雲丹（ウニ）で、首飾りは佐井村の仏ケ浦祭りで使われる数珠、ベルトは村の鳥、パンツと靴は、佐井村から見られる夕陽の朱色。特技はすもうで、青森県全国ゆるキャラすもう大会で、2013年、2014年と2連覇を達成した強者。苦手なのは徒競走で、佐井村立牛滝小中学校の運動会に出場したりしたが、大きなハンディキャップを貰いながら、負けてしまったりする。佐井村の特別住民で、住民票もちゃんとある。佐井村にくる観光客を歓迎するのも仕事で、村のあちこちに出没する。

## プロフィール
- 性別:男の子
- 生まれ:青森県下北郡佐井村前浜
- 身長:195cm
- 体重:120kg